# Pădurea Białowieża

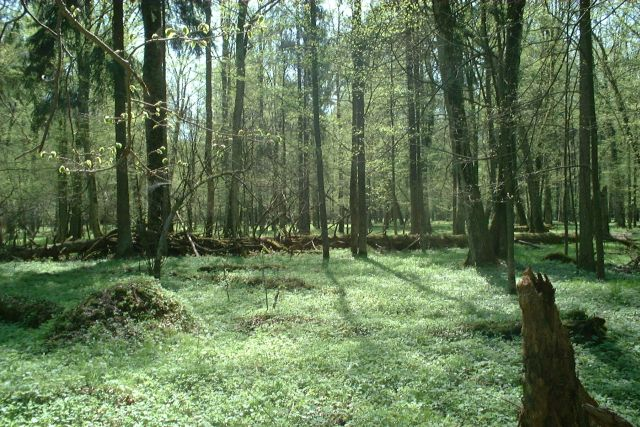
Parcul Național Białowieża

Pădurea Białowieża, (în belarusă Белавежская пушча, în grafie latină Belavežskaja Pušča, în Belarus și  Puszcza Białowieska (ajutor·info) în Polonia), este un codru care se întinde în zona frontierei polono-belaruse, aflat la circa 70 km nord de Brest (Belarus) și la 62 km sud-est de Białystok (Polonia). Este una dintre ultimele și cele mai mari rămășițe din imensele păduri virgine care odinioară acopereau Câmpia Europeană.
Clasificată ca loc în Patrimoniul Mondial UNESCO și ca rezervație a biosferei, pădurea ocupă unele zone din regiunea Brest (districtele Kamjanec și Pružań) și regiunea Hrodna (districtul Svislač) din Belarus și de partea poloneză a graniței în zona orașului Białowieża din voievodatul Podlasia (190 km nord-est de Varșovia).
Frontiera dintre cele două țări trece prin pădure. Există un punct de trecere a frontierei pentru cicliști și pietoni. În pădurea Białowieża trăiesc circa 800 de zimbri, cele mai masive animale de uscat de pe continentul european. Un gard de securitate ține turmele de zimbri separate din punct de vedere fizic și genetic.

## Numele
Numele în belarusă este Biełaviežskaja pušča (Белавежская пушча), deși atât autoritățile belaruse, cât și UNESCO utilizează denumirea rusească Belovejskaia pușcea (Беловежская пуща) dinaintea destrămării Uniunii Sovietice.

## Zona protejată

### Secțiunea bielorusă
De partea bielorusă a frontierei, rezervația biosferei ocupă 1.771 km²; aria centrală ocupă 157 km²; zona-tampon 714 km²; și zona de tranziție 900 km²; parcul național și situl din Patrimoniul Mondial UNESCO ocupă 876 km². Administrația sitului Belovejskaia Pușcea din Kamieniuki, Belarus include laboratoare și o grădină zoologică unde pot fi văzuți: zimbri (reintroduși în parc în 1929), Konik⁠(d) (cal semisălbatic), porci mistreți, elani și alte animale indigene aflate în habitat similar celui natural. Există un mic muzeu, un restaurant, un bar și hotel (construite în perioada sovietică și aflate în stare de degradare). Din cauza lipsei infrastructurii și a fluxului redus de turiști în țară, numărul turiștilor străini care vin în pădurea bielorusă este foarte mic.

### Secțiunea poloneză
În Polonia, o parte din pădurea Białowieża este protejată, formând Parcul Național Białowieża (Białowieski Park Narodowy), cu o arie de circa 100 km². Acolo există și Poiana Białowieża (Polana Białowieska), cu un complex de clădiri care au aparținut țarului Rusiei – ultimul proprietar al pădurii (între 1888 și 1917) când întreaga pădure se afla în granițele Imperiului Rus. Acolo se află un hotel, restaurante și zone de parcare. Se organizează plimbări pentru turiști pe jos și cu trăsura în zonele strict controlate ale parcului. Circa 200.000 de turiști vizitează anual partea poloneză a pădurii. Printre activitățile turistice se numără: observarea păsărilor sub îndrumarea unui ornitolog, observarea zimbrilor în mediul lor natural, plimbări cu sania sau trăsura și focuri de tabără. Lângă pădure se află satul Białowieża⁠(d).

## Istorie
Întregul nord-est al Europei a fost inițial acoperit cu păduri similare Pădurii Białowieża. Până în secolul al XIV-lea, deplasarea prin acești codri era limitată la rutele de pe râuri; drumurile și podurile au apărut mult mai târziu. Drepturi de vânătoare limitate au fost acordate în pădure în secolul al XIV-lea. În secolul al XV-lea, pădurea a devenit proprietatea regelui Władysław al II-lea Jagiełło. Un conac din lemn construit în Białowieża a devenit refugiul său în timpul unei pandemii de ciumă în 1426. Prima înregistrate lege atestată istoric privind protecția pădurii datează din 1538, când un document emis de Sigismund I a instituit pedeapsa cu moartea pentru braconajul zimbrilor. Regele a construit și un nou  conac de vânătoare din lemn într-un sat din Białowieża, care a devenit eponim pentru întregul complex. Deoarece Białowieża înseamnă „turnul alb”, denumirea de Puszcza Białowieska se traduce ca „pădurea turnului alb”. Turnul din Kamenec⁠(d) din Belarus, construit din cărămidă roșie, este și el denumit „Turnul Alb” (Belaja Veža) chiar dacă acesta nu a fost niciodată alb, probabil luându-și numele de la pušča.
Pădurea a fost declarată rezervație de vânătoare în 1541 pentru a proteja zimbrii. În 1557, s-a emis carta pădurii, în care se instituia o comisie specială pentru a examina utilizarea pădurii. În 1639, regele Vladislav al IV-lea a emis „decretul regal pentru pădurea Białowieża” (Ordynacja Puszczy J.K. Mości leśnictwa Białowieskiego). Documentul îi elibera pe toți țăranii care trăiau în pădure, în schimbul serviciului lor ca osocznicy (pădurari regali). Ei au fost scutiți de impozite în schimbul îngrijirii pădurii. Pădurea a fost împărțită în 12 zone triunghiulare (straże) cu un centru în Białowieża.

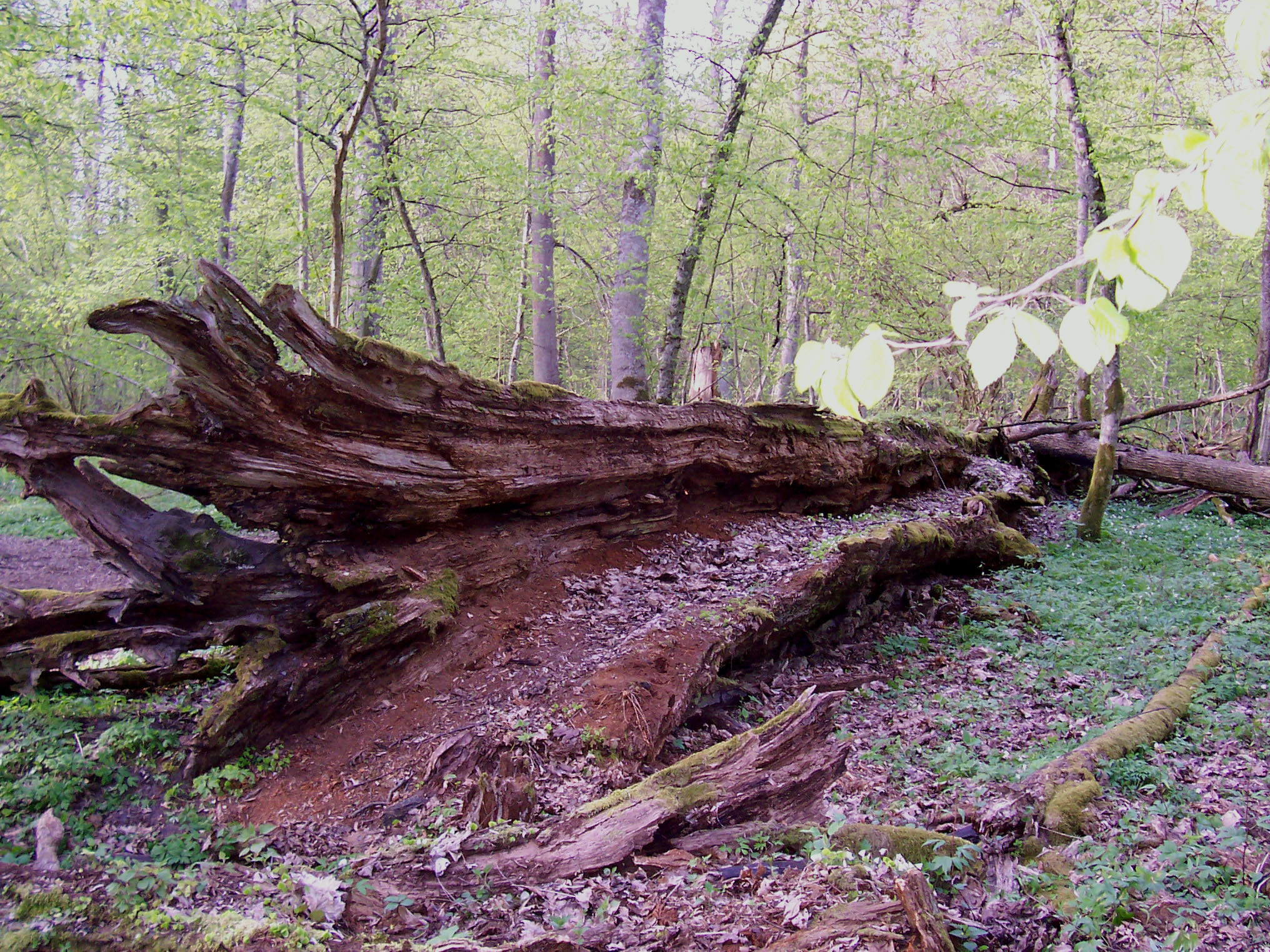
O parte din pădurea virgină cu cun stejar de 450 de ani, mort, în Parcul Național Białowieża, Polonia

Până în timpul domniei regelui Ioan al II-lea Casimir, pădurea a fost în cea mai mare parte nepopulată. În secolul al XVII-lea însă, au fost înființate mai multe sate mici pentru exploatarea zăcămintelor locale de minereu de fier și pentru producția de smoală. Satele erau populate cu coloniști din Mazovia și Podlasia și multe dintre ele încă mai există.
După împărțirea Poloniei, țarul Pavel I a transformat toți pădurarii⁠(d) în iobagi și i-a predat diverșilor aristocrați și generali ruși, împreună cu părțile de pădure în care trăiau ei. S-a permis și intrarea în pădure a unui număr mare de vânători, toate legile de protecție fiind abolite. După aceasta, numărul de zimbri a scăzut în 15 ani de la mai mult de 500 la sub 200. În 1801, țarul Alexandru I a reintrodus rezervația și a angajat un număr mic de țărani pentru a proteja animalele, și până la 1830 erau 700 de bizoni. Majoritatea pădurarilor (500 din 502) au luat parte la revolta din noiembrie 1830-31, iar posturile lor au fost eliminate, ceea ce a făcut ca protejarea pădurii să nu mai existe efectiv.
Țarul Alexandru al II-lea a vizitat pădurea în 1860 și a hotărât să repună zimbrii sub protecție. Din ordinele lui, localnicii au ucis toți prădătorii⁠(d): lupi, urși și râși. Între 1888 și 1917, țarii ruși dețineau toată pădurea virgină, care a devenit rezervația imperială de vânătoare. Țarii trimiteau zimbri drept daruri în diverse capitale Europene, în timp ce, în același timp, populau pădurea cu cerbi, elani și alte animale aduse din tot imperiul. Ultima mare vânătoare țaristă a avut loc în 1912.

### Distrugerile cauzate de războaiele din secolul al XX-lea, și restaurarea

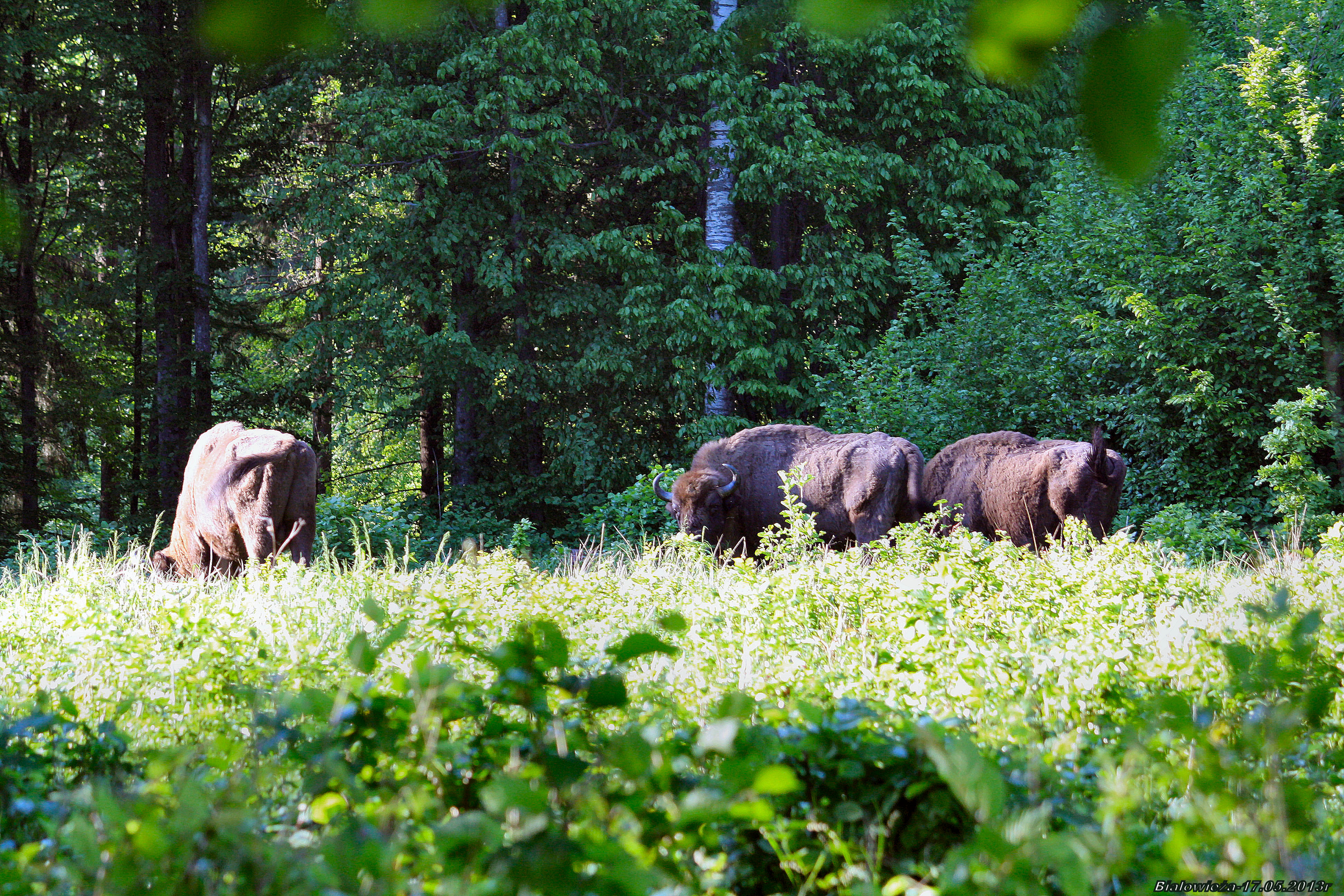
Zimbri în Pădurea Białowieża

În timpul Primului Război Mondial, pădurea a suferit pierderi grele. Armata germană a ocupat zona în august 1915 și a început să vâneze animale. Pe parcursul a trei ani de ocupație germană, s-au construit 200 km de cale ferată în pădure pentru a sprijini industria locală. S-au construit trei fabrici de cherestea, la Hajnówka, Białowieża⁠(d) și Grodek⁠(d). Până la 25 septembrie 1915, cel puțin 200 de zimbri fuseseră uciși, și a fost emis un ordin care interzicea vânătoarea în rezervație. Cu toate acestea, soldații germani, braconieri și bande sovietice au continuat măcelul până în februarie 1919, când zona a fost capturată de armata poloneză. Ultimul zimbru fusese ucis cu doar o lună mai devreme. Au fost împușcați și mii de cerbi și mistreți.
După războiul polono–sovietic din 1921, nucleul pădurii a fost declarat rezervație națională. În 1923, profesorul Józef Paczoski, pionier al fitosociologiei⁠(d), a devenit director științific al rezervațiilor forestiere din Pădurea Białowieża. El a efectuat studii detaliate ale structurii vegetației forestiere.
În 1923 se știa că doar 54 de zimbri mai supraviețuiau în grădinile zoologice din întreaga lume, și că niciunul dintre ei nu se afla în Polonia. În 1929, o mică turmă de patru zimbri a fost cumpărată de statul polonez de la diverse grădini zoologice și din Caucazul de Vest⁠(d) (de unde zimbrul avea să dispară după doar câțiva ani; aceste animale erau dintr-o subspecie caucaziană puțin diferită (Bison bonasus caucasicus⁠(d)). Majoritatea pădurii a fost declarată parc național în 1932.
Reintroducerea s-a dovedit reușită, și în 1939 erau 16 zimbri în Parcul Național Białowieża. Doi dintre ei, de la grădina zoologică din Varșovia, erau descendenți ai unei perechi dată cadou ducelui de Pszczyna de către țarul Alexandru al II-lea în anul 1865.

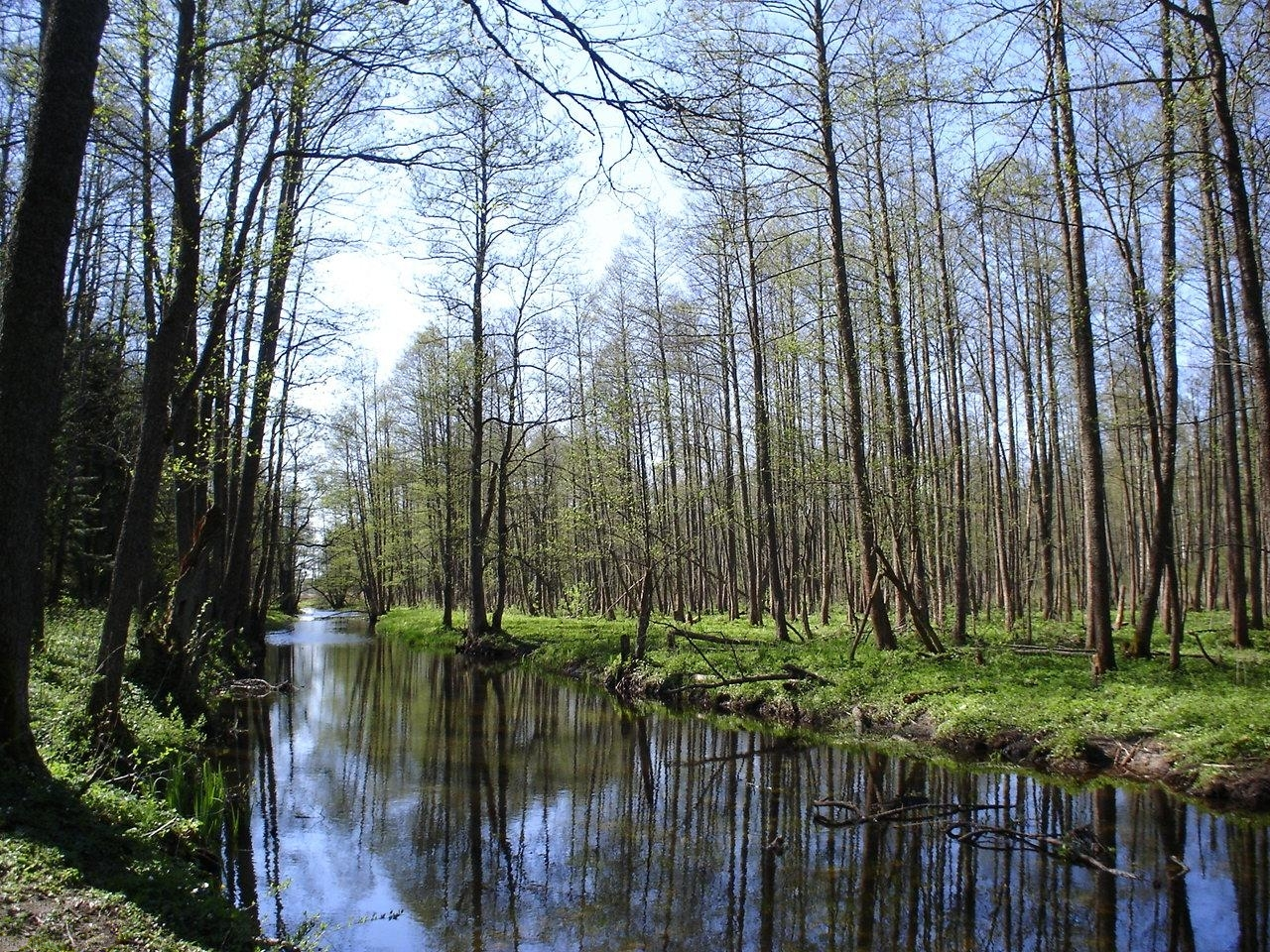
Poteca Stejarilor Regali, Pădurea Białowieża

În 1939 localnicii etnici polonezi au fost deportați în zone îndepărtate ale Uniunii Sovietice și înlocuiți cu pădurari sovietici. În 1941, pădurea a fost ocupată de germani și sovieticii au fost expulzați. Hermann Göring dorea să creeze cea mai mare rezervație de vânătoare din lume. După iulie 1941, pădurea a devenit refugiu atât pentru partizanii polonezi cât și pentru cei sovietici, și autoritățile naziste au organizat execuții în masă. Câteva morminte de oameni care au fost uciși de către Gestapo mai pot fi încă văzute în pădure. În iulie 1944, zona a fost eliberată de Armata Roșie. Trupele Wehrmachtului, în retragere, au demolat conacul de vânătoare istoric Białowieża.
După război, o parte din pădure a fost împărțită între Polonia și RSS Bielorusă a Uniunii Sovietice. Partea sovietică a fost pusă sub administrație publică, în timp ce Polonia a redeschis Parcul Național Białowieża în 1947.

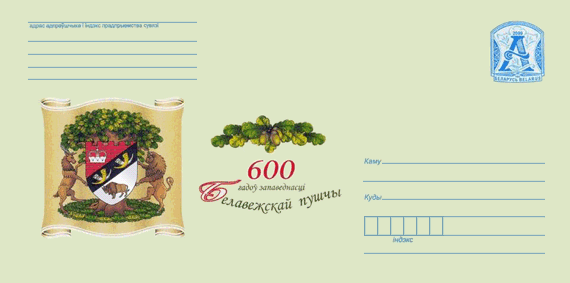
Stema Belavežskaja Pušča de pe plicul pretimbrat Belarus, 2009: a 600-a Aniversare a statutului de rezervație pentru Belavežskaja Pušča

Belovejskaia Pușcea a fost protejată în temeiul deciziei nr. 657 a Consiliului Comisarilor Poporului al Uniunii Sovietice din 9 octombrie 1944; ordinului nr. 2252-P al Consiliului de Miniștri al URSS-ului, 9 august 1957; și decretului nr. 352 al Consiliului de Miniștri al RSS Bieloruse, 16 septembrie 1991.
În 1991, Acordurile de la Belaveja, o decizie de a dizolva Uniunea Sovietică, au fost semnate la o întâlnire în partea belarusă a rezervației, de către conducătorii Ucrainei, Rusiei și Belarusului.

## Stejari cu nume

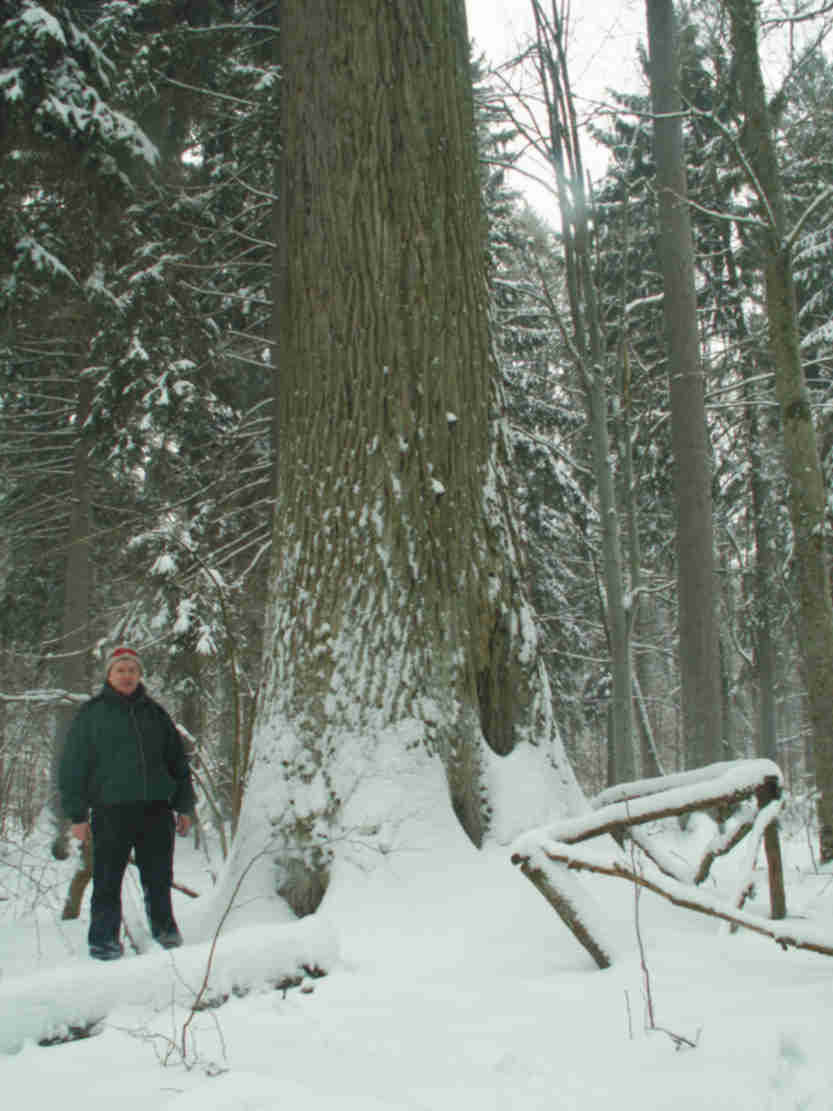
Stejarul Regele din Nieznanowo

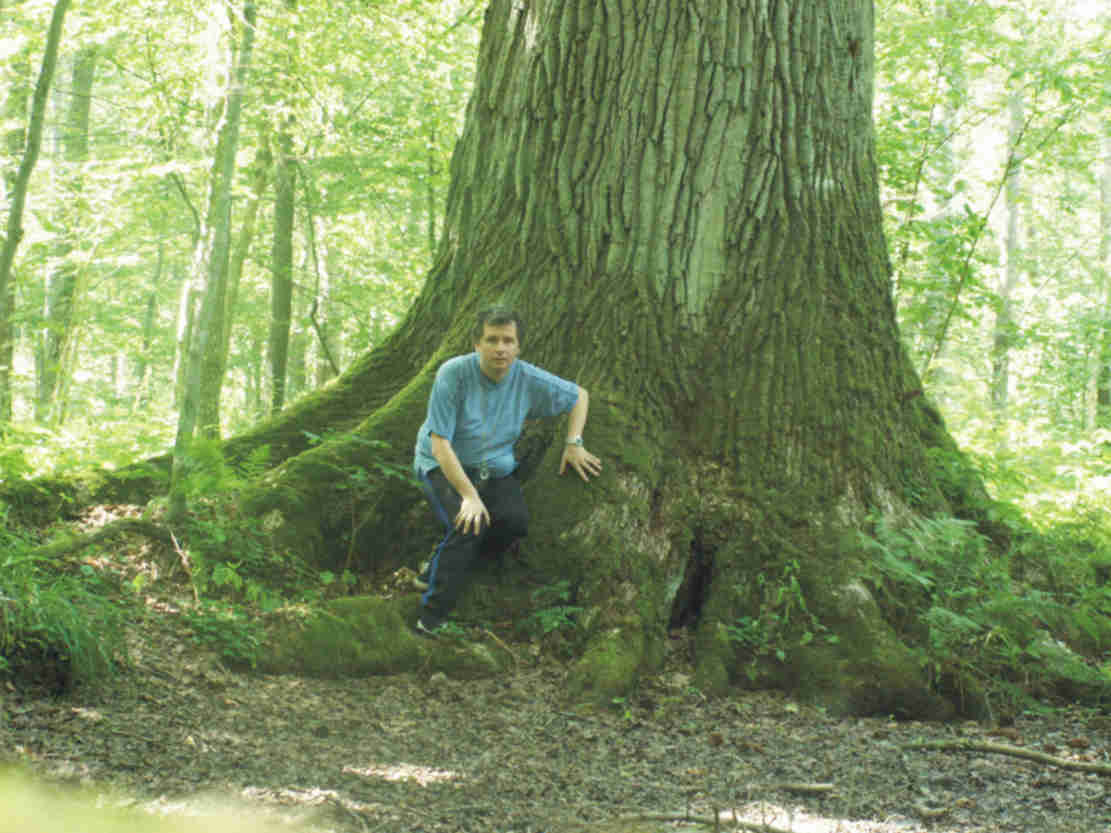
Stejarul Împăratul Sudului

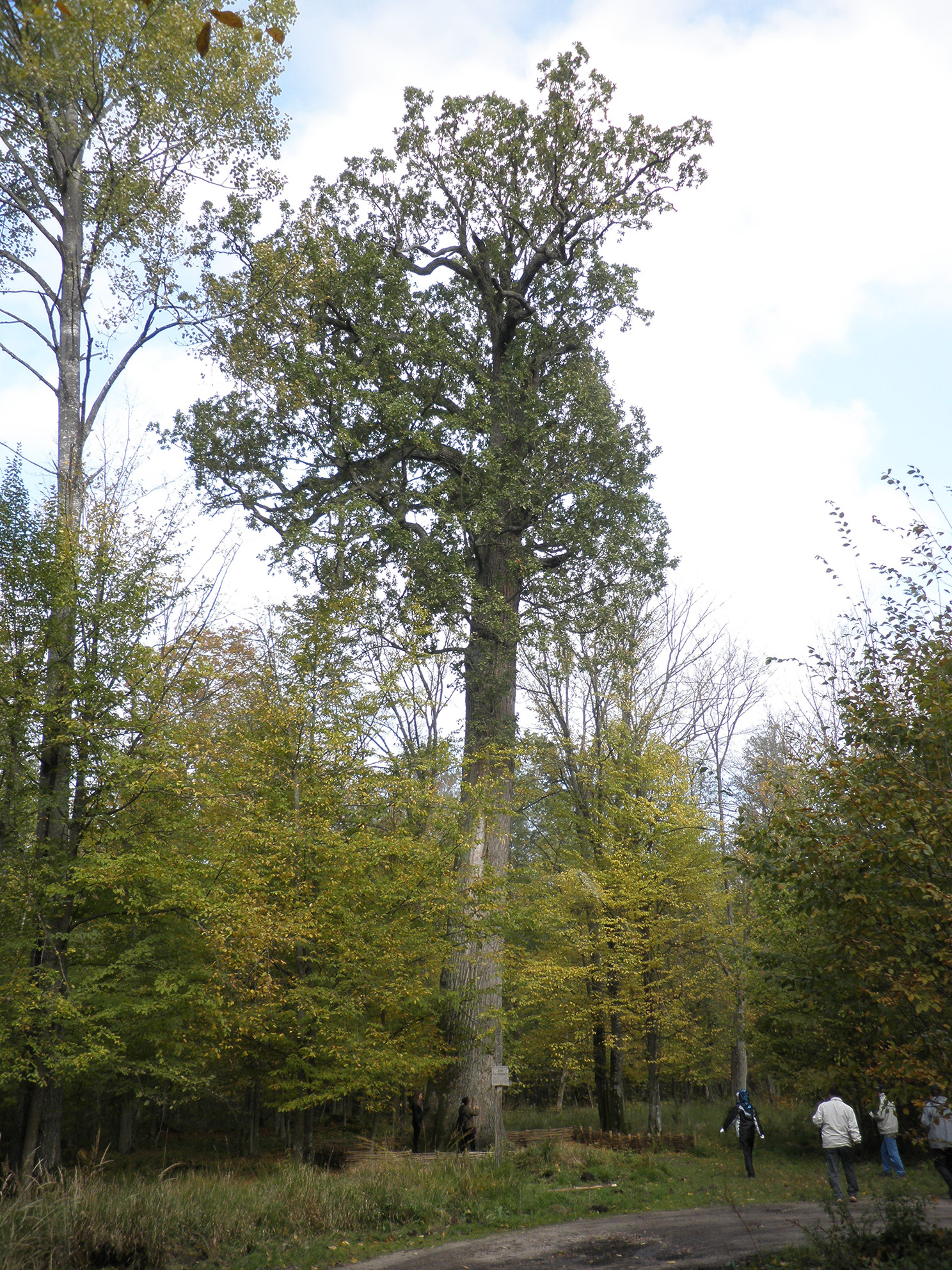
Stejarul Patriarh, unul dintre cei mai bătrâni stejari din

Pădure conține o serie de stejari pedunculați (Quercus robur) mari și bătrâni, dintre care unii au primit denumiri individuale. Circumferința trunchiului se măsoară la înălțimea pieptului, la 130 cm deasupra solului.
- Great Mamamuszi. Circumferința de 690 cm (2005), înălțimea de 34 m. Unul dintre cei mai groși stejari din pădure, cu un trunchi ca o coloană. Denumirea arborelui provine din piesa lui Molière Burghezul gentilom, în care personajul principal (Mr Jourdain) a fost numit în postul de Mamamuși de către un ambasator turc. Din 1989, circumferința arborelui a crescut cu 10 cm. Din toți stejarii din Pădurea Białowieża cu o circumferință peste 600 cm, el este în cea mai bună stare.
- Regele din Nieznanowo. Circumferința 620 cm, înălțimea 38 m. Are unul dintre cei mai drepte și lungi trunchiuri dintre stejarii din Pădurea Białowieża. Primele crengi se ramifică la înălțimea de 18 m. Moare treptat din 1998 încoace. În 2005, mai aveau frunze doar două crengi mici. De la jumătatea anilor 1960, circumferința trunchiului a crescut cu circa 45 cm.
- Împăratul Sudului. Circumferință de 610 cm, înălțime 40 m. Nu arată niciun semn de deteriorare.
- Împăratul Nordului. Circumferință 605 cm, înălțime 37 m. Are un trunchi foarte regulat și nu dă semne de deteriorare.
- Crucea Sudului. Circumferință 630 cm, înălțime 36 m. La baza trunchiului, are o leziune considerabilă pe partea dinspre est. De la jumătatea anilor 1960, circumferința sa a crescut cu 65 cm. Numele vine de la forma coroanei, ramurile principale evocând imaginea unei cruci.
- Străjerul Zwierzyniecului. Circumferință 658 cm, înălțime 37 m. Este unul dintre cei mai groși stejari din pădure. Arborele este puternic aplecat spre vest, ceea ce probabil a contribuit la creșterea circumferinței trunchiului la bază. Toate ramurile sunt vii, ceea ce arată că este în stare bună.
- Stejarul Butoi. Circumferință de 740 cm, înălțime peste 30 m. Este denumit după forma trunchiului său, similară unui butoi, și este stejarul care ajunge la cea mai mare circumferință maximă dintre toți stejarii din Białowieża. Copacul este mort și în mare parte lipsit de scoarță, și este estimat a avea circa 450 de ani.
- Stejarul Dominator. Circumferință 680 cm, înălțime peste 36 m. Unul din cei mai groși din Białowieża, mort din 1992, trunchiul său fiind în mare parte lipsit de scoarță. Mulți ani a dominat Pădurea Białowieża din punct de vedere al dimensiunii. Este estimat a avea 450 de ani.
- Stejarul Jagiełło⁠(d). Circumferință (în creștere) 550 cm, înălțime 39 m. A fost doborât de vânt în 1974, dar este probabil cel mai celebru copac din pădure. Se spune că regele Władysław al II-lea Jagiełło s-a odihnit la umbra lui înainte de bătălia de la Grunwald din 1410, deși se crede că nu avea mai mult de 450 de ani când a căzut.
- Stejarul Țar (Polonez) (în poloneză Dąb Car). Circumferința 640 cm, înălțimea 41 m. Volumul copacului a fost estimat la 75 m³. A murit în 1984, și timp de peste 20 de ani stă în picioare, uscat, la marginea văii râului Leśna Prawa⁠(d). Astăzi trunchiul nu mai are scoarță și unele din crengi s-au rupt și au căzut la baza trunchiului.
- Patriarch Oak (în rusă Патриарх-Дуб). Unul din cei mai vechi stejari din Parcul Național Belarus, cu 31 m înălțime, și un diametru de peste 2 m, de peste 550 de ani. Se află la 1 km de casa lui Ded Moroz⁠(d).[10]

## Exploatare forestieră
84% din cele 60.000 ha din pădurea poloneză se află în afara parcului național; aproape jumătate din tot lemnul din pădure este mort — de 10 ori mai mult decât în pădurile exploatate⁠(d) — jumătate din cele 12.000 de specii depinzând de buștenii în descompunere, inclusiv cărăbușul aproape amenințat⁠(d) Cucujus cinnaberinus; exploatarea tradițională a pădurii ar elimina lemnul mort, ca risc de incendiu. În 2011, Zdzisław Szkiruć, director al Parcului Național Białowieża, a declarat pentru ziarul britanic The Guardian că taierea și replantarea permit regenerarea pădurii în 50 de ani, în loc de cei 300-400 de ani decât ar fi nevoie în mod natural; ecologul Janusz Korbel a susținut că natura unică a pădurilor virgine, cere totuși intervenție mai puțină. Andrzej Kraszewski, ministrul mediului⁠(d) din Polonia între februarie 2010–noiembrie 2011, a căutat să extindă protecția asupra întregii păduri, începând cu o extindere mai modestă de 12.000–14.000 ha, în ciuda opoziției comunității locale și Serviciilor Forestiere.
Ecologiștii polonezi susțin că exploatarea forestieră pune în pericol flora și fauna pădurii, inclusiv specii de păsări rare, cum ar fi ciocănitoarea cu spinare albă, care și-a pierdut 30% din populație în pădurile exploatate în deceniile anilor 1990 și 2000. Comisia forestieră a statului polonez susține că exploatarea se face în scopuri de protecție și ecologice, apărând-o de gândacul de scoarță al molidului european⁠(d). Din 2012, cantitatea de lemn care poate fi extrasă de către silvicultori anual a fost redusă de la aproximativ 120.000 m³ la doar 48.500 m³ și cea mai mare parte este vândută la nivel local, în principal ca lemn de foc.
Pe 25 martie 2016, Jan Szyszko⁠(d), ministrul mediului din Polonia, fost pădurar și profesor de silvicultură, a anunțat că va aproba o triplare a volumului de lemn de exploatat din pădure, de la limita dintre 2012-21 de 63.000 m³ — aproape epuizată la acea dată — la 188.000 m³, descriind-o din nou ca fiind necesară pentru a combate infestarea cu gândaci de scoarță. Robert Cyglicki, liderul Greenpeace Polska a susținut însă că exploatarea ca mijloc de combatere a gândacului de scoarță „aduce mai multe daune decât beneficii”, strângând peste 120.000 de semnături pe o petiție adresată prim-ministrului Beata Szydło, în care i se cere blocarea inițiativei lui Szyszko. Greenpeace a declarat și că exploatarea ar putea declanșa proceduri de infringement din partea UE împotriva Poloniei pentru încălcarea programului Natura 2000, deși Szyszko susține că planurile de exploatare nu s-ar aplica zonelor strict protejate, și susține că unele părți din pădure nu sunt vechi de 8000 de ani, cum arată oamenii de știință, ci au fost create de „mâna întreprinzătoare a omului” pe terenuri care cu secole în urmă erau lanuri de grâu și mei⁠(d).

## Referiri culturale
Pădurea face obiectul baladei rusești Belovejskaia Pușcea, compusă în 1975 de către Aleksandra Pahmutova⁠(d), pe versuri de Nikolai Dobronravov⁠(d), interpretată de formația belarusă de folk Pesnjary⁠(d).
Pădurea este menționată în cartea lui Alan Weisman The World Without Us⁠(d) (2007), care cercetează locuri care au fost abandonate sau lăsate în pace și-și imaginează ce ar fi dacă pe Pământ populația umană ar dispărea brusc.
Pădurea este prezentată și ca fundal al filmului din 2008 despre al Doilea Război Mondial Defiance⁠(d), o poveste adevărată despre peste 1.000 de oameni care s-au retras în pădure să se ascundă de naziști.
Jurgis Rudkus, protagonistul lituanian al romanului The Jungle⁠(d) al lui Upton Sinclair, ar fi fost născut într-o familie de țărani din „acea parte a Lituaniei cunoscută sub numele de Brelovicz” care ar putea fi interpretat ca fiind zona Białowieża.
Istoricul britanic Simon Schama⁠(d) dedică mai multe capitole din cartea sa, Landscape and Memory (1995), Pădurii Białowieża.